# Bala Ali
Bala Ali (ur. 16 sierpnia 1968) – nigeryjski piłkarz grający na pozycji pomocnika. W swojej karierze grał w reprezentacji Nigerii.

## Kariera klubowa
W sezonie 1991/1992 Ali był zawodnikiem greckiego klubu Panachaiki GE, w którym zadebiutował 1 września 1991 w przegranym 0:3 domowym meczu z OFI 1925.

## Kariera reprezentacyjna
W reprezentacji Nigerii Ali zadebiutował w 1981 roku. W 1984 roku został powołany do kadry na Puchar Narodów Afryki 1984. Zagrał w nim w trzech meczach: grupowym z Algierią (0:0), półfinałowym z Egiptem (2:2, k. 10:9), w którym strzelił gola i finałowym z Kamerunem (1:3). Z Nigerią wywalczył wicemistrzostwo Afryki. W kadrze narodowej grał do 1989 roku.